# Jemaras Kidul
Jemaras Kidul is een bestuurslaag in het regentschap Cirebon van de provincie West-Java, Indonesië. Jemaras Kidul telt 5129 inwoners (volkstelling 2010).